# انشین
انشین کاراته (به ژاپنی: 円心会館) (به انگلیسی: Enshin kaikan) یکی از سبک‌های کاراته است. این رشته توسط جوکو نینومیا (به ژاپنی: 二宮城光) (به انگلیسی: Jōkō Ninomiya) بنیان نهاده شد.
این سبک غیرکنترلی است. در این سبک از کاتاهای کاربردی استفاده شده‌است بطوریکه تمام قسمتهای کاتاها، دارای معنای قابل فهم و اجرا برای هنرجویان است.
ویژگی‌ها
این سبک غیرکنترلی است و در آن تکنیک‌های جودو و جابه‌جایی‌های «سومو» که همان ساباکی است استفاده می‌شود. چون ساباکی در این سبک وجود دارد، سرعت عمل بالاتر می‌رود و به همین دلیل این که شخص مجبور به بالا بردن سرعت برای جابه‌جایی می‌باشد. یکی از مهم‌ترین ویژگی‌های آن کاربردی بودن این سبک است. از حرکات اضافی در این سبک اجتناب شده و کاتاها همه کاربردی هستند و تمام قسمت کاتاها دارای معنای قابل فهم و اجرا برای هنر جویان است.

## ساباکی
ساباکی مفهوم مشکلی است که بتوان آنرا از زبان ژاپنی ترجمه کرد.
به هر حال ساباکی به حرکت که اغلب با کنترل و گاه با آماده‌سازی برای حرکت بعدی همراه است. اشاره دارد.
ساباکی به صورت حرکت مدافع در خط و به وضعیت حمله متقابل تفسیر می‌شود و این حرکات کنترل شده؛ در آماده‌سازی متقابل؛ اساس استراتژی برخی از سبک‌های رزمی مانند انشین است.

## ساباکی تایمینگ
تایمینگ را می‌توان به معنی زمان مناسب در بهترین موقعیت نام برد تایمینگ نه تنها در هنرهای رزمی بلکه در کلیه ورزشها مورد استفاده قرار می‌گیرد ولی آنچه قابل توجه‌است برنامه‌ریزی مدرن برای استفاده از تایمینگ می‌باشد که این مهم را جوکو نینومیا در انشین به نام ساباکی تایمینگ برنامه‌ریزی نماید. تلفیق تایمینگ و ساباکی باعث می‌گردد تا کاراته کار بتواند به صورت کاربردی از آن استفاده نماید.
تمرینات منظم ساباکی تایمینگ باعث خواهد شد تا کاراته کار با سرعت عمل بهتر در موقعیت کامل مسلط بر حریف قرارگیرد. ساباکی تایمینگ همچنین دید و ذهن مبارز را قوی می‌کند. مبارز با این تمرینات در مبارزه خود از اعتماد و به نفس بیشتری برخوردار خواهد بود.

## انشین کاراته در ایران
انشین کاراته به عنوان نخستین سبک غیرکنترلی بعد از کیوکوشین در ایران در سال ۱۳۷۲ توسط حمید سلطانی بنیان‌گذاری گردید و در سال ۱۳۷۶ عضو رسمی سبکهای فدراسیون کاراته ایران شد.
در سال ۱۳۸۶ و بعد از جدا شدن حمید سلطانی از سازمان انشین کاراته برای دو سال امیر رستمی در کرمانشاه مسابقات و همایش های این سبک را ساماندهی و برگزار نمود.
در حال حاضر، شاهرخ غله دار و امیر رستمی ؛ نمایندگان سازمان جهانی انشین کاراته در ایران هستند و مسئول انشین کاراته ایران ، شاهرخ غله دار است.